# 法國社會主義工人聯盟
法国社会主义工人联盟（法語：Fédération des travailleurs socialistes de France,）是法国第一个社会主义政党，于1879年马赛大会上成立，其政治理念包括推进渐进式改革的可能主义。由于认为该联盟理念过于温和，主张马克思主义的茹尔·盖得、保尔·拉法格离开联盟建立了法国工人党。法国社会主义工人联盟由保罗·布鲁斯领导，1902年与革命社会主义工人党合并为法国社会党。